# Beira Baixa
La Beira Baixa es una región histórica y antigua provincia portuguesa, formalmente constituida por la reforma administrativa ocurrida en 1936, que tenía su sede en la ciudad de Castelo Branco. Las provincias nunca tuvieron atribuciones prácticas y desaparecieron del vocabulario administrativo (aunque no del vocabulario cotidiano de los portugueses) con la entrada en vigor de la Constitución de 1976. 
El territorio corresponde a la región sureste de la antigua Provincia de Beira, desaparecida en el siglo XIX. Limita al norte con la Beira Alta, al noroeste con la Beira Litoral, al suroeste con el Ribatejo, al sur con el Alto Alentejo y con la provincia de Cáceres (España) y al este también con la provincia de Cáceres en la Extremadura española.

## Composición
Está formada por 23 municipios, integrando la totalidad de los del distrito de Castelo Branco más uno del distrito de Coímbra (Pampilhosa da Serra) y otro del distrito de Santarém (Mação).
- Distrito de Castelo Branco (21 municipios): Belmonte, Castelo Branco, Covillana, Fundão, Idanha-a-Nova, Oleiros, Penamacor, Proença-a-Nova, Sertã, Vila de Rei y Vila Velha de Ródão.
- Distrito de Coímbra (1 de los 17 municipios): Pampilhosa da Serra.
- Distrito de Santarém (1 de los 21 municipios): Mação.

- Datos: Q792096
- Multimedia: Beira Baixa / Q792096